# Zakrînîcine, Izeaslav
Zakrînîcine (în ucraineană Закриничне) este un sat în comuna Meakotî din raionul Izeaslav, regiunea Hmelnîțkîi, Ucraina.

## Demografie
Componența lingvistică a localității Zakrînîcine
     Ucraineană (100%)
Conform recensământului din 2001, toată populația localității Zakrînîcine era vorbitoare de ucraineană (100%).